# Le Diable à Paris
Le Diable à Paris. Paris et les Parisiens. Mœurs et coutumes, caractères et portraits des habitants de Paris, tableau complet de leur vie privée, publique, politique, artistique, littéraire, industrielle est un recueil de nouvelles, publié pour la première édition en deux tomes par Hetzel en 1845 et 1846.
L'idée d'Hetzel est qu'un diable quelconque mais paresseux doit rendre compte de la vie à Paris et trouvera dans un tiroir des articles, contes, études, essais, etc..

## Caractéristiques du recueil

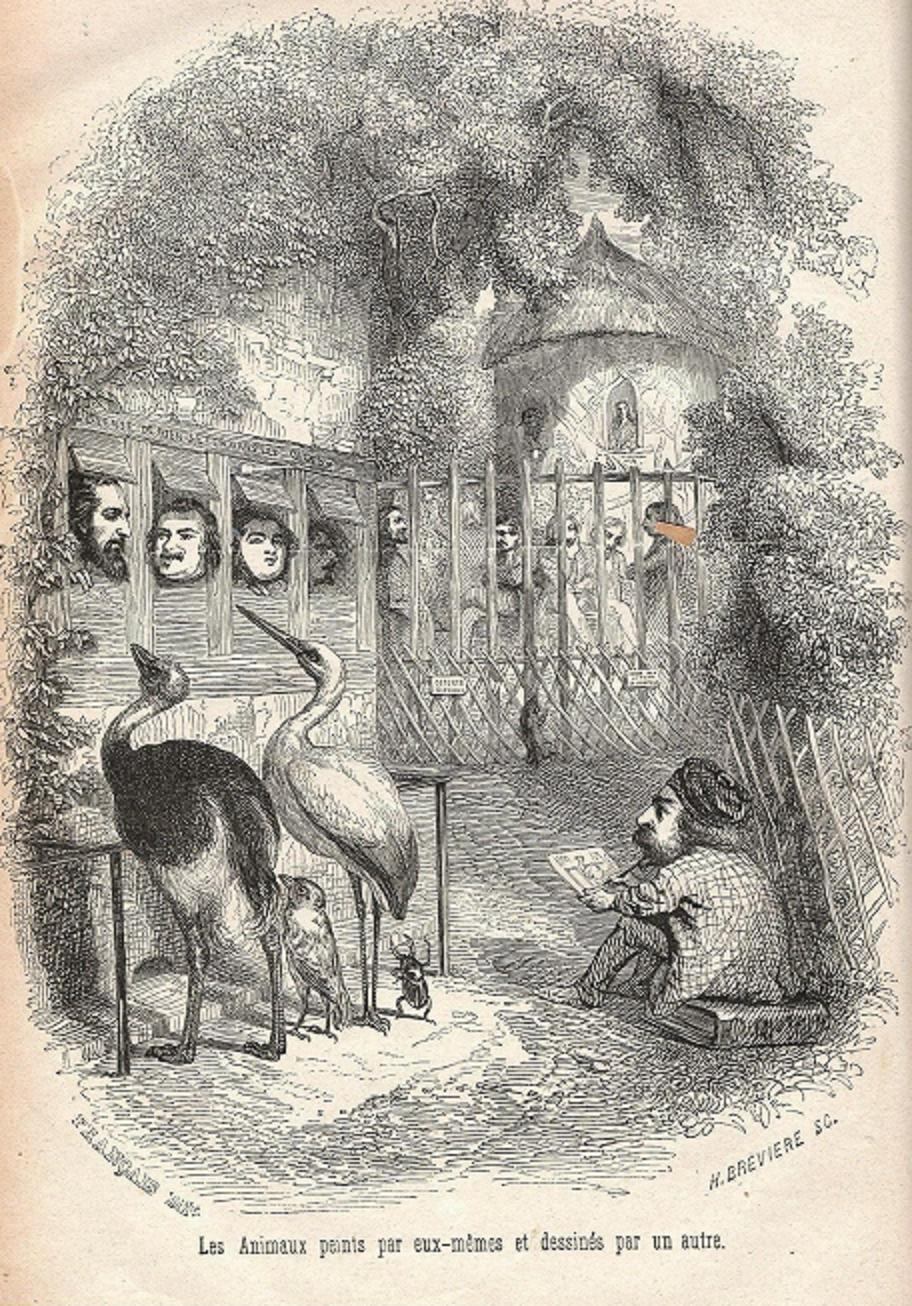
Scènes de la vie privée et publique.

Pour cet ouvrage, destiné à concurrencer Les Français peints par eux-mêmes de Curmer qui connaît un grand succès dû à la mode des physiologies [précision nécessaire], Hetzel fait appel aux mêmes auteurs que ceux qui lui avaient assuré le succès de Scènes de la vie privée et publique des animaux. « Le frontispice des Scènes de la vie privée et publique des animaux met en scène les similitudes de l’homme à l’animal. Il montre Grandville dessinant ses auteurs, Balzac, Sand et Janin, qui sont mis en cabane au Jardin des plantes avec la légende : “Défense de rien jeter aux animaux.” Dans sa seconde édition, ce livre illustré par Grandville prendra un nouveau titre : Les Animaux peints par eux-mêmes. »
Théophile Lavallée écrit Une histoire et une géographie de Paris en avant-propos de chaque tome ; chacun comprend des gravures Gens de Paris par Gavarni et des vignettes par Tony Johannot, Bertall Nanteuil, etc.
Les nouvelles sont de Balzac avec Physiologie du mariage, Petites misères de la vie conjugale (série de 10 courts chapitres donnés en 1844 au Diable à Paris), Alfred de Musset avec Conseils à une Parisienne et Mimi Pinson, George Sand avec Les Mères de famille dans le beau monde, Léon Gozlan avec Les Maîtresses à Paris, Charles Nodier, Gérard de Nerval avec Histoire véridique du canard, Agénor Altaroche et Hetzel lui-même sous le pseudonyme de P.-J. Stahl. Le second volume qui s'était moins bien vendu que le premier, fut remis en vente sous le titre : Le Tiroir du diable.
Dans les années 1930, le titre sera repris pour Le Diable à Paris. Fantaisie réaliste en 12 tableaux par les maîtres de la plume et le crayon. Les textes sont de Jacques Dyssord, Élisabeth de Gramont (Le Diable chez la marquise), Georges de La Fouchardière (Le Diable à Longchamp), Pierre Mac Orlan (Le Diable dans la rue), Lucien Rebatet. Les dessins sont de Chas Laborde, Sennep, Ralph Soupault, Van Moppès.